# Pseudorasbora
Pseudorasbora — рід риб родини пічкурових, поширених у східній Азії.

## Види
- Pseudorasbora elongata Wu, 1939
- Pseudorasbora interrupta Xiao, Lan & Chen, 2007
- Pseudorasbora parva (Temminck & Schlegel, 1846) — Чебачок амурський
- Pseudorasbora pumila Miyadi, 1930

## Поширення
Найвідомішим представником є чебачок амурський (Pseudorasbora parva), природний ареал якого охоплює басейни річок Амур і Сіцзян, також Корейський півострів. Цей вид відзначається в Європі як вид-вселенець. Такі види, як Pseudorasbora elongata і Pseudorasbora interrupta, поширені в річках південного Китаю, а Pseudorasbora pumila — є ендеміком Японії.